# Villers-Canivet
Villers-Canivet ist eine französische Gemeinde mit 725 Einwohnern (Stand: 1. Januar 2022) im Département Calvados in der Region Normandie. Sie gehört zum Arrondissement Caen und zum Kanton Falaise. Die Einwohner werden Villersois genannt.

## Geografie
Villers-Canivet liegt etwa 27 Kilometer südsüdöstlich von Caen. Hier entspringt der Laizon. Umgeben wird Villers-Canivet von den Nachbargemeinden Bons-Tassilly im Norden und Nordosten, Soulangy im Osten, Saint-Pierre-Canivet im Osten und Südosten, Martigny-sur-l’Ante und Noron-l’Abbaye im Süden, Leffard im Südwesten und Westen sowie Ussy im Westen.

## Geschichte
1821 wurde die kleine Gemeinde Torp an die Gemeinde Villers-Canivet angeschlossen.

## Bevölkerungsentwicklung
| Jahr                       | 1962 | 1968 | 1975 | 1982 | 1990 | 1999 | 2006 | 2012 | 2019 |
| Einwohner                  | 452  | 460  | 459  | 476  | 497  | 502  | 667  | 754  | 740  |
| Quellen: Cassini und INSEE |      |      |      |      |      |      |      |      |      |

## Sehenswürdigkeiten
- Kirche Saint-Vigor, teilweise aus dem 11. Jahrhundert, Monument historique seit 1946
- Ehemaliges Zisterzienserinnenkloster Les Dames aus dem 12. Jahrhundert, Monument historique seit 1994
- Ruinen der Kirche Sainte-Vierge in Torp, seit 2003 Monument historique
- Rathaus, Anfang des 20. Jahrhunderts erbaut
- Menhir La Grurie
- Waschhäuser

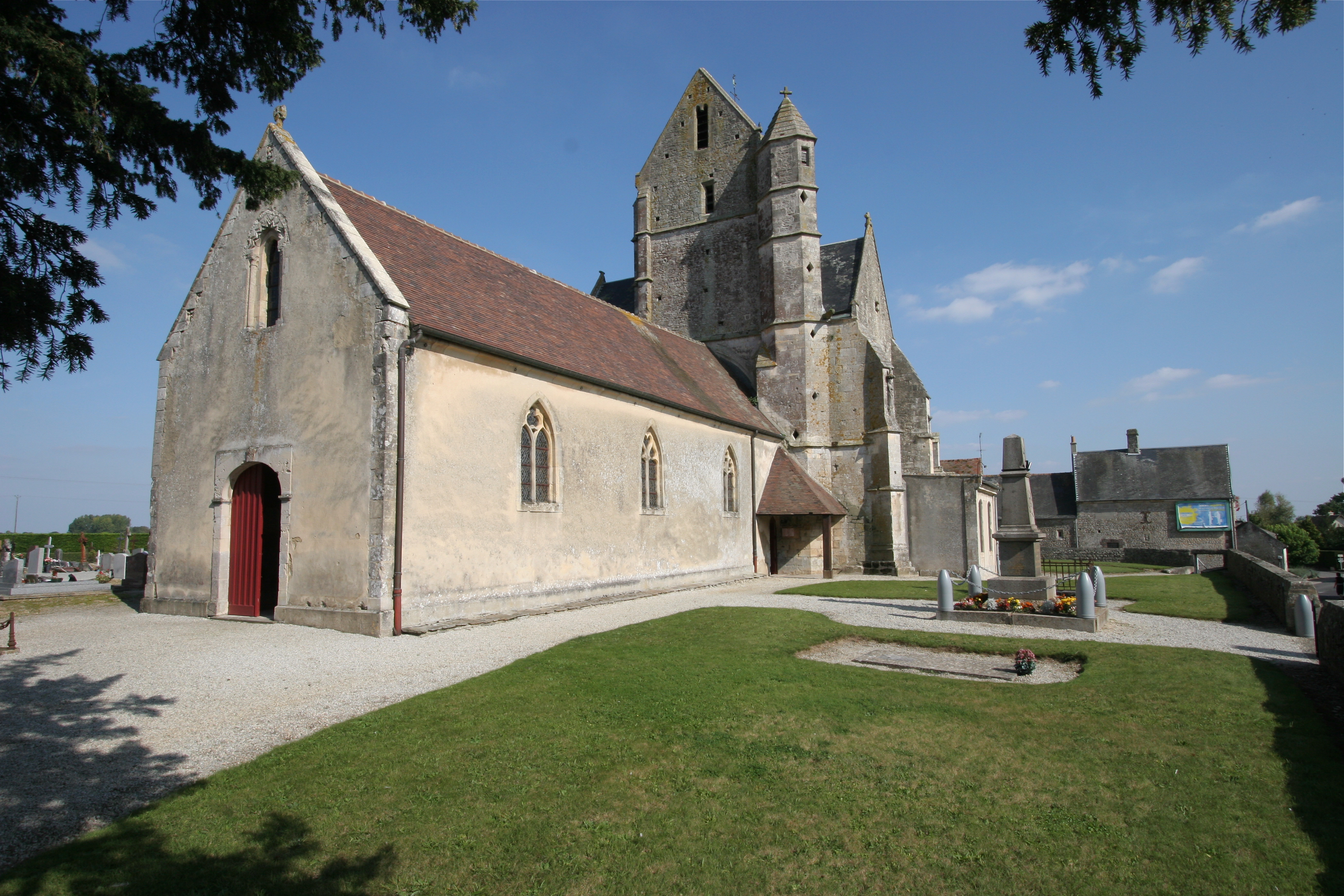
Kirche Saint-Vigor
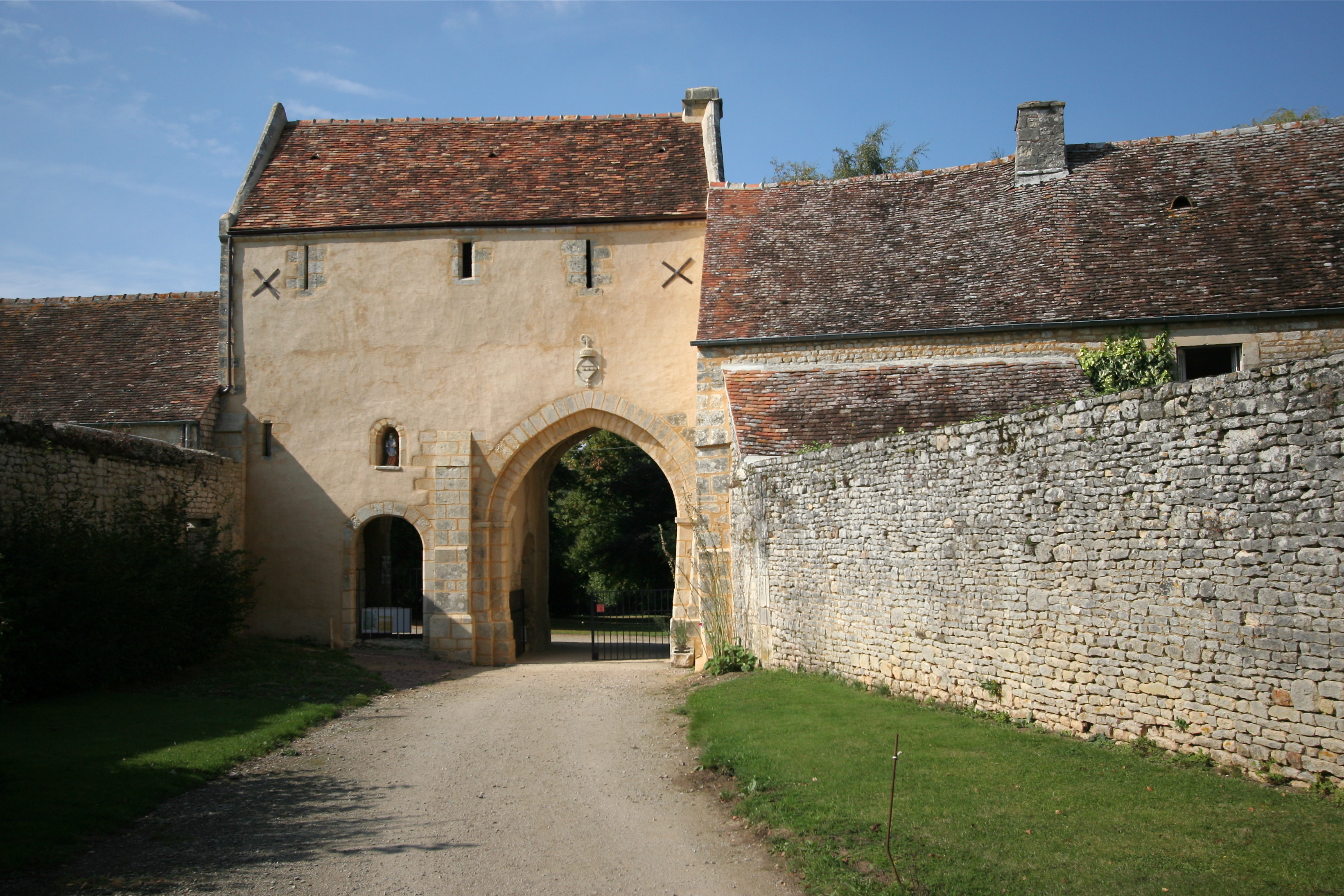
Portal des Zisterzienserinnen-Klosters
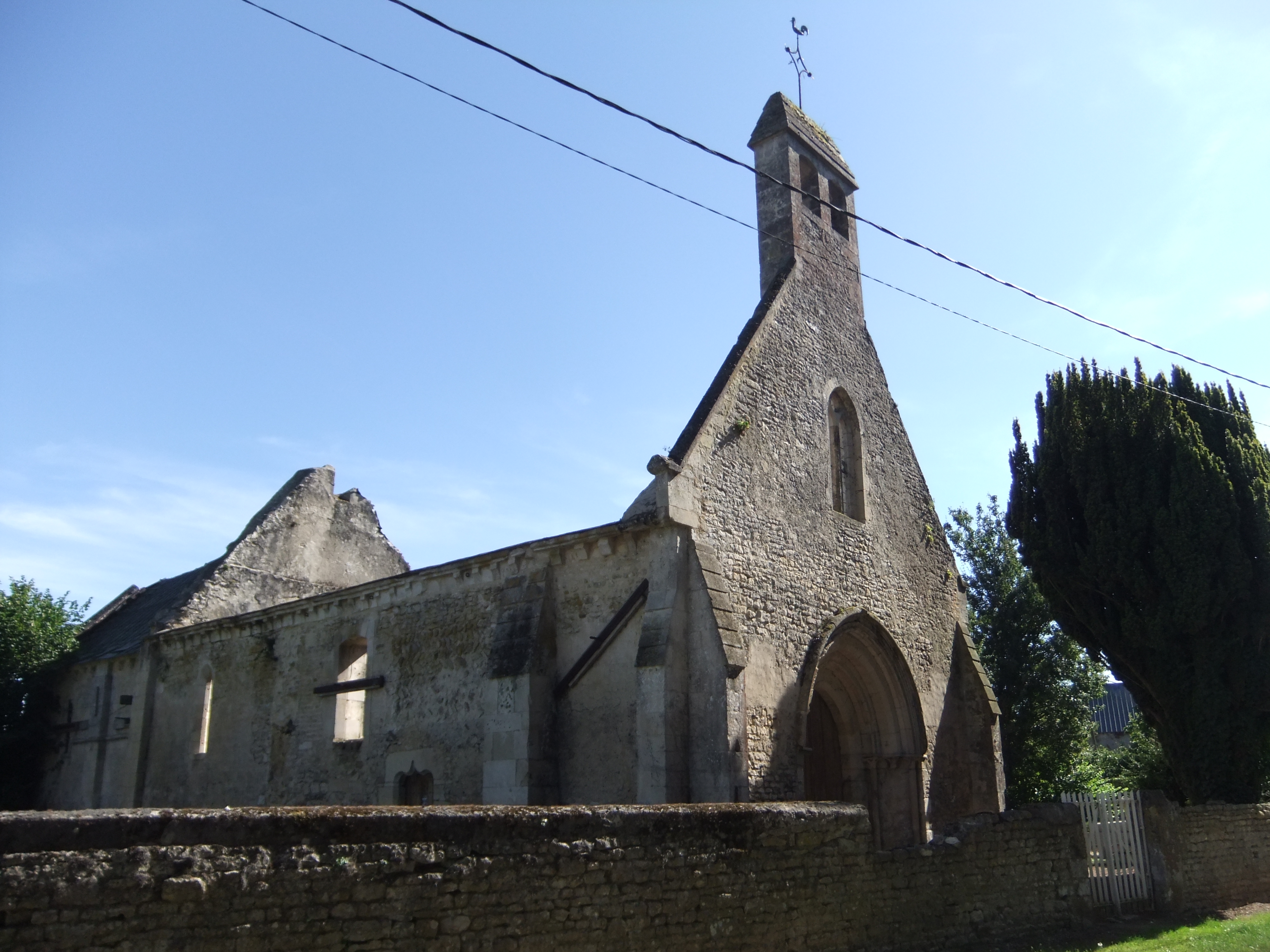
Ruinen der Kirche Sainte-Vierge
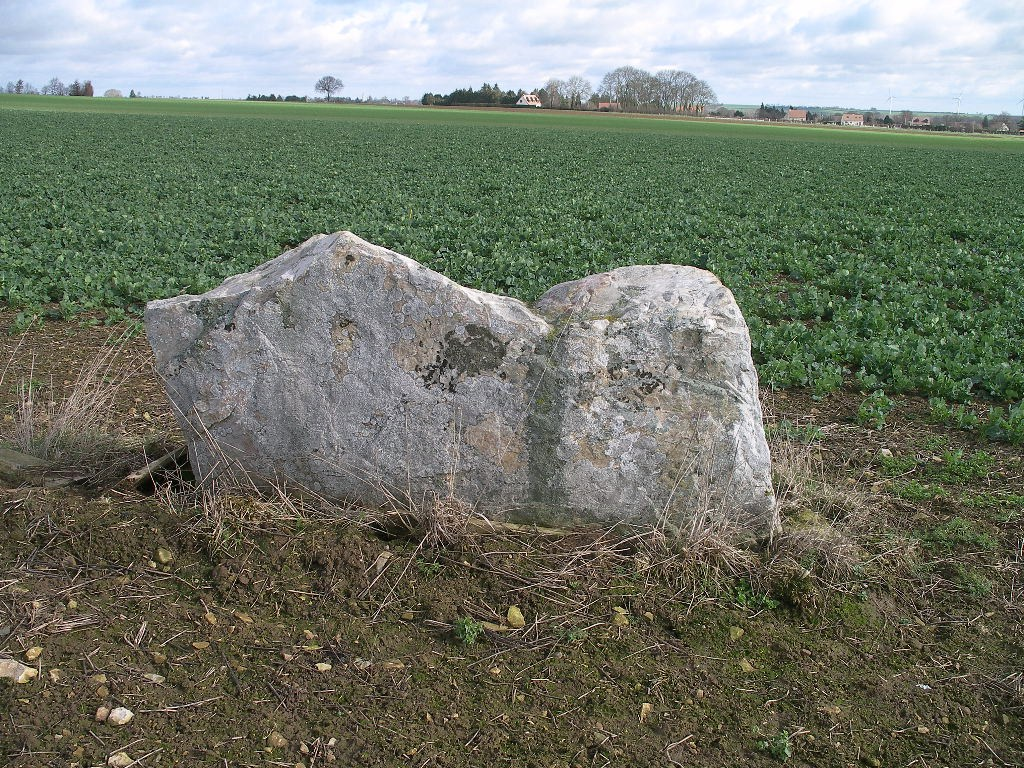
Menhir La Grurie